# إدجلي بارك
إدجلي بارك (بالإنجليزية: Edgeley Park) هو ملعب كرة قدم يقع في إنجلترا، يتسع لـ 10,841 متفرج.

## التاريخ
بدأ بناء الملعب في 1901 وافتتح في نفس العام.